# Yorkshire
| Yorkshire                            | Yorkshire                                                                              |
| ------------------------------------ | -------------------------------------------------------------------------------------- |
| Flagge Yorkshires                    |                                                                                        |
|                                      |                                                                                        |
| Geografie                            |                                                                                        |
| Status:                              | Traditionelle Grafschaft                                                               |
| Region:                              | Yorkshire and the Humber                                                               |
| Fläche: – 1831: – 1901: – 1991:      | 14.850 km² 15.718 km² 11.903 km²                                                       |
| ISO 3166-2:                          | GB-YKS                                                                                 |
| Demografie                           |                                                                                        |
| Bevölkerung: – 1831: – 1901: – 1991: | 1.371.359 – 092,35 Einw./km² 3.512.838 – 223,49 Einw./km² 3.978.484 – 334,24 Einw./km² |
| Ridings                              |                                                                                        |
|                                      |                                                                                        |
| Einheiten:                           | 1 North • 2 West • 3 East                                                              |

Yorkshire ist die mit Abstand größte ehemalige Grafschaft in Nordengland und im Vereinigten Königreich. Wegen ihrer Größe wurden deren Funktionen im Laufe der Zeit immer mehr von Untereinheiten übernommen. Trotz zahlreicher territorialer Veränderungen im Laufe der Jahrhunderte bewahrte sich Yorkshire seine Bedeutung als geografische Bezeichnung sowie als Kulturraum. Yorkshire wird von seinen Bewohnern oft auch als God’s Own County bezeichnet.
Die Grafschaft wird durch die Weiße Rose des Hauses York repräsentiert. Diese ist zentraler Bestandteil der Flagge Yorkshires, die am 29. Juli 2008 in ihrer heutigen Form vom Flag Institute offiziell beglaubigt wurde. Der Yorkshire Day ist ein traditioneller Festtag, an dem die Kultur Yorkshires aktiv vorgelebt wird.
Der Name der Grafschaft setzt sich aus der Endung -shire (von englischen shire = „Grafschaft“) sowie aus York, dem Namen der historischen Hauptstadt zusammen. Wörtlich übersetzt bedeutet der Name also: „Der zu York gehörende Teil [Englands]“.

## Geografie

### Geografie
Die Grafschaft liegt im Norden Englands und ist mit einer Fläche von 11.903 km² die mit Abstand größte ehemalige Grafschaft Englands. An Yorkshire angrenzende ehemalige Grafschaften sind (gegen den Uhrzeigersinn, beginnend im Norden): County Durham, Westmorland, Lancashire, Cheshire, Derbyshire, Nottinghamshire und Lincolnshire.
Die größten Städte Yorkshires sind:
- Leeds – 751.485 Einwohner
- Sheffield – 552.698 Einwohner
- Bradford – 522.452 Einwohner
- Kingston upon Hull – 258.700 Einwohner
- York – 198.051 Einwohner

### Geologie

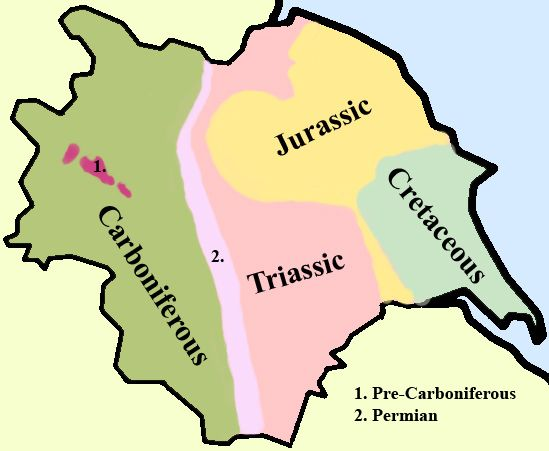
Geologische Einteilung Yorkshires

Yorkshire wird nördlich von der Tees, östlich von der Nordsee, südöstlich vom Humberdelta und südlich von der Ouse und dem Wharfe begrenzt.
Im Westen Yorkshires erheben sich die Pennines. Nach Osten schließen sich parallel die Cleveland-Region, das Vale of York sowie die Humberhead Levels an. Weiter östlich befinden sich die North York Moors und die Yorkshire Wolds, die voneinander durch das Vale of Pickering getrennt sind, sowie die Holderness-Ebene im Südosten des Gebietes.
Die Entstehungsgeschichte der Penninen reicht bis in das Karbonzeitalter zurück. In die Perm- und Triaszeit fällt die Entstehung der Ebenen wie zum Beispiel das Vale of York, und die North York Moors sowie die Yorkshire Wolds entstanden im Jura. In der Kreidezeit endete schließlich die Evolution der Landschaft Yorkshires durch die Entstehung der Holderness.

### Landschaft
Die Pennines sind das höchste Gebirge Yorkshires. Es durchzieht den Westen der Grafschaft von Nord nach Süd und ist meist von Heidelandschaften auf Kalkgestein geprägt. Historisch gesehen ist der Mickle Fell (788 m) die höchste Erhebung Yorkshires, jedoch kam er im Zuge des Government Act 1972 ab 1974 zum County Durham, sodass der Whernside (736 m) als höchster Berg des modernen Yorkshires gilt. Die Gebirgskette wird nach Osten über die Flüsse Tees, Swale, Ure, Nidd, Wharfe, Aire und Don entwässert.

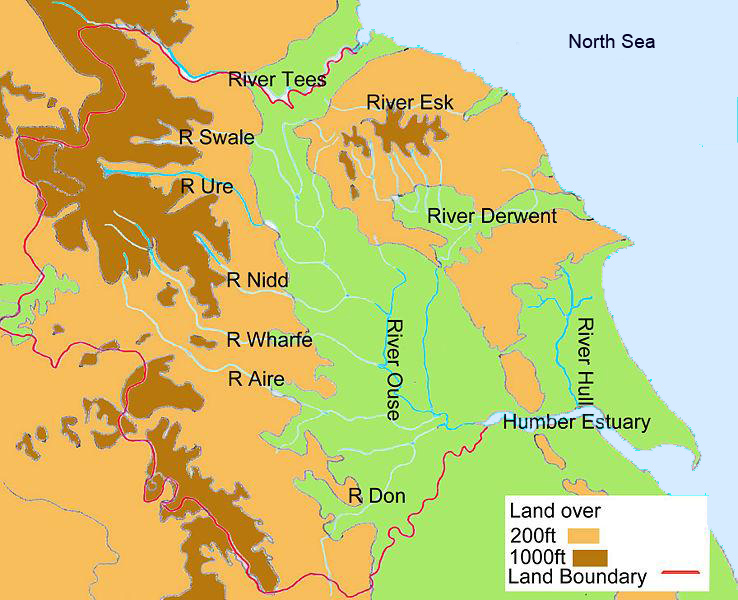
Das Flusssystem Yorkshires

Die beiden zusammenhängenden Täler Vale of York und Vale of Mowbray besitzen eine Sand- und Tonschicht, gepaart mit Sedimenten, die sich am Ende der letzten Eiszeit nach Rückzug der Gletscher abgelagert hatten. Die North York Moors sind ein überwiegend bewaldetes Hügelgebiet, bestehend aus Schiefer-, Sand- und Kreidegestein. Vielerorts sind Versteinerungen von Korallen und anderen Lebewesen anzutreffen. Das Vale of York wird über den Derwent, die umliegenden Gebiete durch dessen Nebenflüsse entwässert. Am Derwent sind teilweise naturbelassene Aulandschaften anzutreffen. Auch die Holderness besteht aus von der Weichsel-Eiszeit stammenden Tonschichten. Sie formen eine relativ flache Tiefebene mit einigen torfgefüllten Vertiefungen, welche auf die frühere Existenz von Seen hinweisen. Der fruchtbare Boden in der Ebene ermöglicht intensiven Ackerbau; Waldgebiete gibt es jedoch kaum. Die Holderness wird durch den Hull entwässert.

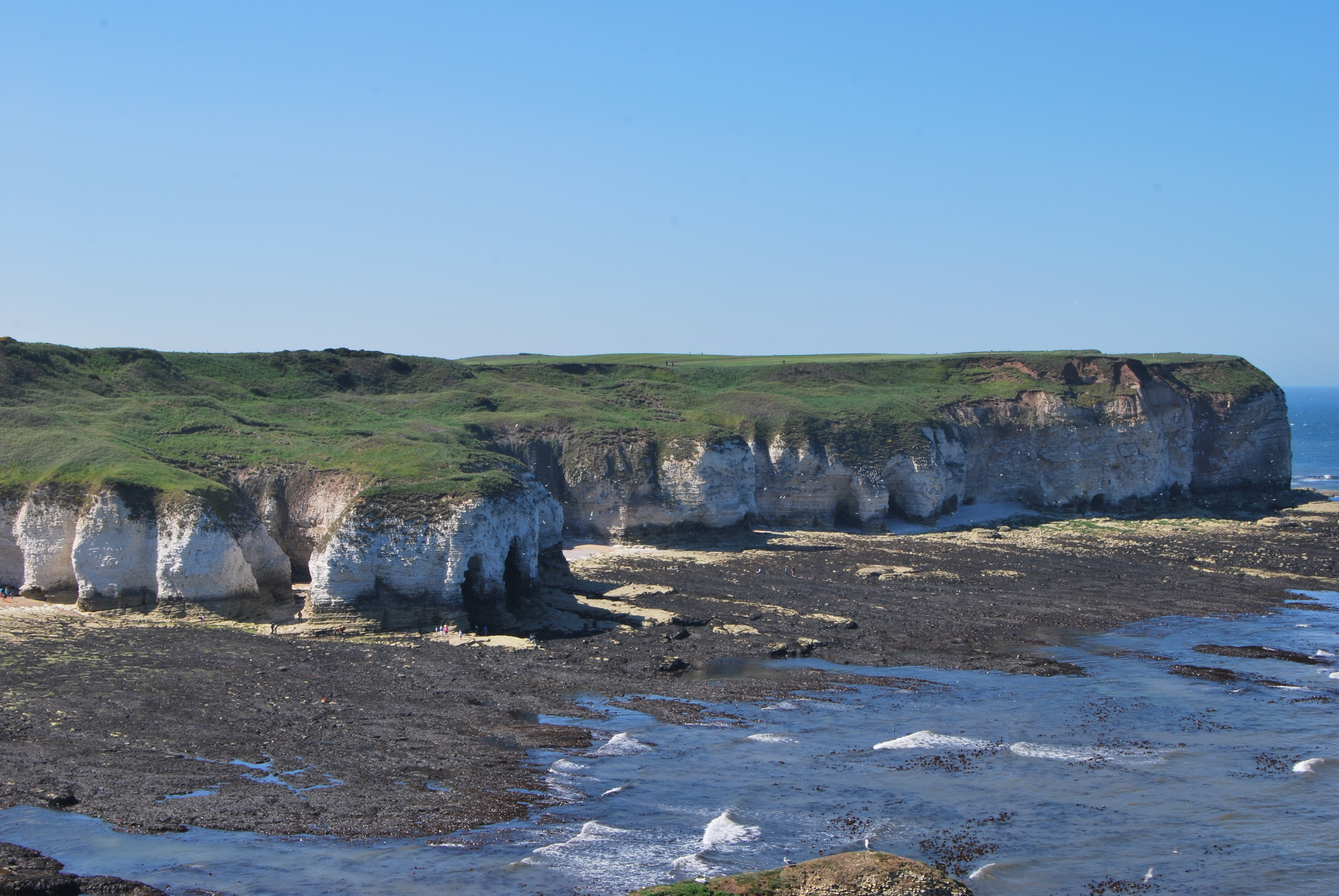
Flamborough Head

Die Yorkshire Wolds haben die Form eines zur Holderness hin sanft abfallenden Plateaus, durchschnitten von einigen tiefen, am Grund jedoch ebenen Tälern glazialen Ursprungs. Das Kalkgestein sorgt für eine gute Entwässerung des Bodens, wodurch kaum Oberflächenwasser in Form von Bächen und Seen vorhanden ist. Bei Flamborough Head steigen die Wolds in Form eines steilen Kliffs in die Höhe; entlang des Ufers befinden sich Felstürme sowie ausgewaschene Höhlen. Eine Gefahr stellt die fortschreitende Erosion entlang des Kliffs für Spaziergänger dar – die Küstenlinie erleidet die größte Erosionsrate Europas: Jährlich gehen etwa 1,5 m bzw. zwei Millionen Tonnen Landmasse verloren. 3 % dieser Masse lagert sich weiter südlich an der Spurn-Nehrung wieder ab. Der Erosion sind in den letzten 2000 Jahren viele Siedlungen zum Opfer gefallen. Beispielhaft dafür ist der im 14. Jahrhundert untergegangene Hafen Ravenspurn. Seit 1951 werden von der Behörde des East Riding of Yorkshire Versuche unternommen, die Erosion einzudämmen.
Das Nidderdale, die North Pennines und die Howardian Hills wurden zu Areas of Outstanding Natural Beauty erklärt. Der Peak District, die North York Moors sowie die Yorkshire Dales sind als Nationalparks geschützt. Die Bempton Cliffs, die Blacktoft Sands, die Fairburn Ings und das Old Moor sind ausgewiesene Vogelschutzgebiete der RSPB, und die North Cave Wetlands, das Potteric Carr, Spurn Point und die Wheldrake Ings werden vom Yorkshire Wildlife Trust betreut.

## Geschichte

### Zeitalter der Kelten
Die Briganten und Parisier waren zwei den Kelten angehörige Stämme und stellten die ersten sesshaften Siedler auf dem Gebiet Yorkshires dar. Die Briganten kontrollierten ein Gebiet, das später das North und West Riding werden sollte. Damit waren sie der keltische Stamm, dessen Gebiet die größte Ausdehnung auf englischem Territorium hatte. Isurium Brigantum (das heutige Aldborough) war der Hauptort der civitas der Briganten. Sechs der neun von Claudius Ptolemaeus in seinem Atlas Geographike Hyphegesis beschriebenen brigantischen Poleis befanden sich auf dem Gebiet des heutigen Yorkshire. Die Parisier siedelten im Gebiet des heutigen East Riding. Deren Hauptort Petuaria befand sich am Nordufer des Humberästuars. Im Jahre 43 v. Chr. begann die Eroberung Britanniens durch die Römer. Sie überließen den Kelten zwar weiterhin die Herrschaft über ihr Reich, erlangten aber de facto die Macht über das Klientelkönigtum.

### Römische Besatzung
Cartimandua, die Königin der Briganten, ließ sich aus unbekannten Gründen von Venutius scheiden und nahm dessen Waffenträger Vellocatus zum neuen Gemahl. Aufgrund ihrer guten Verbindungen zu den Römern konnte sie die Herrschaft über das Reich übernehmen. Im zweiten Versuch gelang es Venutius jedoch, die Herrschaft wieder an sich zu reißen. Im Jahr 71 n. Chr. wurde das Gebiet schließlich von den Truppen Quintus Petillius Cerialis’ erobert.
Unter römischer Herrschaft konnte sich die Gegend konstant entwickeln. Eboracum (das heutige York) wurde von den Römern zur Hauptstadt der römischen Provinz Britannia inferior sowie von ganz Großbritannien erklärt. In den letzten beiden Lebensjahren des Feldherren Septimius Severus wurde von ihm das Imperium Romanum von Eboracum aus regiert.
Kaiser Constantius I. starb in Yorkshire während eines Besuches im Jahre 306 n. Chr. vor den Augen seines Sohnes Konstantin, der danach durch seine Verdienste um das Christentum berühmt wurde. Im Verlauf des fünften Jahrhunderts verließen im Zuge des Zerfalls des Römerreiches die letzten römischen Truppen die Insel. Dies führte zu einem wirtschaftlichen Niedergang und massiven Bevölkerungsrückgang in großen Teilen Englands.

### Zweite Keltenperiode und Angelsachsen
Nach dem Rückzug der Römer konnten sich mit dem Königreich Ebrauc und dem bekannteren Königreich Elmet wiederum zwei kleine keltische Reiche in Yorkshire entwickeln. Elmet erstreckte sich vom Tal von York bis zur Wasserscheide der Pennines, wobei die Flüsse Sheaf im Süden und Wharfe im Osten dort die ungefähren Grenzen bildeten. Im Norden grenzte Elmet an das angelsächsische Königreich Deira und im Süden an das ebenfalls angelsächsische Mercia. Im Westen Elmets befand sich das ebenfalls keltische Gebiet Craven, erhalten im Namen des heutigen Districts Craven, das ein kleineres britisches Königreich gewesen zu sein scheint. Elmet wurde 616 von Deira unter dessen König Edwin erobert und in das angelsächsische Königreich, das später zu Northumbria wurde, eingegliedert. Bei seiner größten Ausdehnung erstreckte sich Northumbria von der Irischen See bis zur Nordsee und von Edinburgh bis nach Hallamshire in South Yorkshire.

### Königreich Jórvík
Eine aus dänischen Wikingern bestehende Armee, genannt das Große Heidnische Heer, drang im Jahr 866 in Northumbria ein. Nach der Eroberung von Eboracum wurde die Stadt in Jórvík umbenannt und zur Hauptstadt eines neuen dänischen Königreiches mit selbem Namen erhoben. Die Ausdehnung des Reiches entsprach dem südlichen Teil Northumbrias sowie in etwa dem heutigen Yorkshire.
Die Dänen zogen weiter und brachten eine noch weitläufigere Gegend auf dem Gebiet des heutigen England unter ihre Kontrolle, die später den Namen Danelag erhalten sollte. Nicht zuletzt die Wikinger sorgten dafür, dass der Handel zwischen den Britischen Inseln, Nordwesteuropa, den Anrainergebieten des Mittelmeeres sowie dem Mittleren Osten eine Blütephase erlebte.

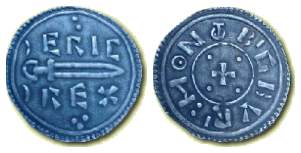
Münze aus der Zeit der Regentschaft Eriks I.

Das Königreich wurde 875 vom Dänen Halfdan Ragnarsson gegründet, die meiste Zeit von dänischen Königen beherrscht und von den Familien bzw. Nachkommen der Wikinger bevölkert. In den letzten Jahren seiner Existenz glitt es jedoch allmählich in die Hände der Norweger. Erik I. war ein machtbewusster Regent, der das norwegische Recht in ganz Jórvík durchzusetzen gedachte.
Nach über 100 Jahren brisanter Existenz ging die Ära des Königreich Jórvík zu Ende. An seiner Stelle wurde nun das englische Königreich Wessex errichtet, das Northumbria eine gewisse Autonomie zugestand. Die englischen Könige respektierten die Sitten der norwegischstämmigen Einwohner und überließen die Gesetzgebung dem im Land lebenden norwegischen Adel.

### Normannische Eroberung

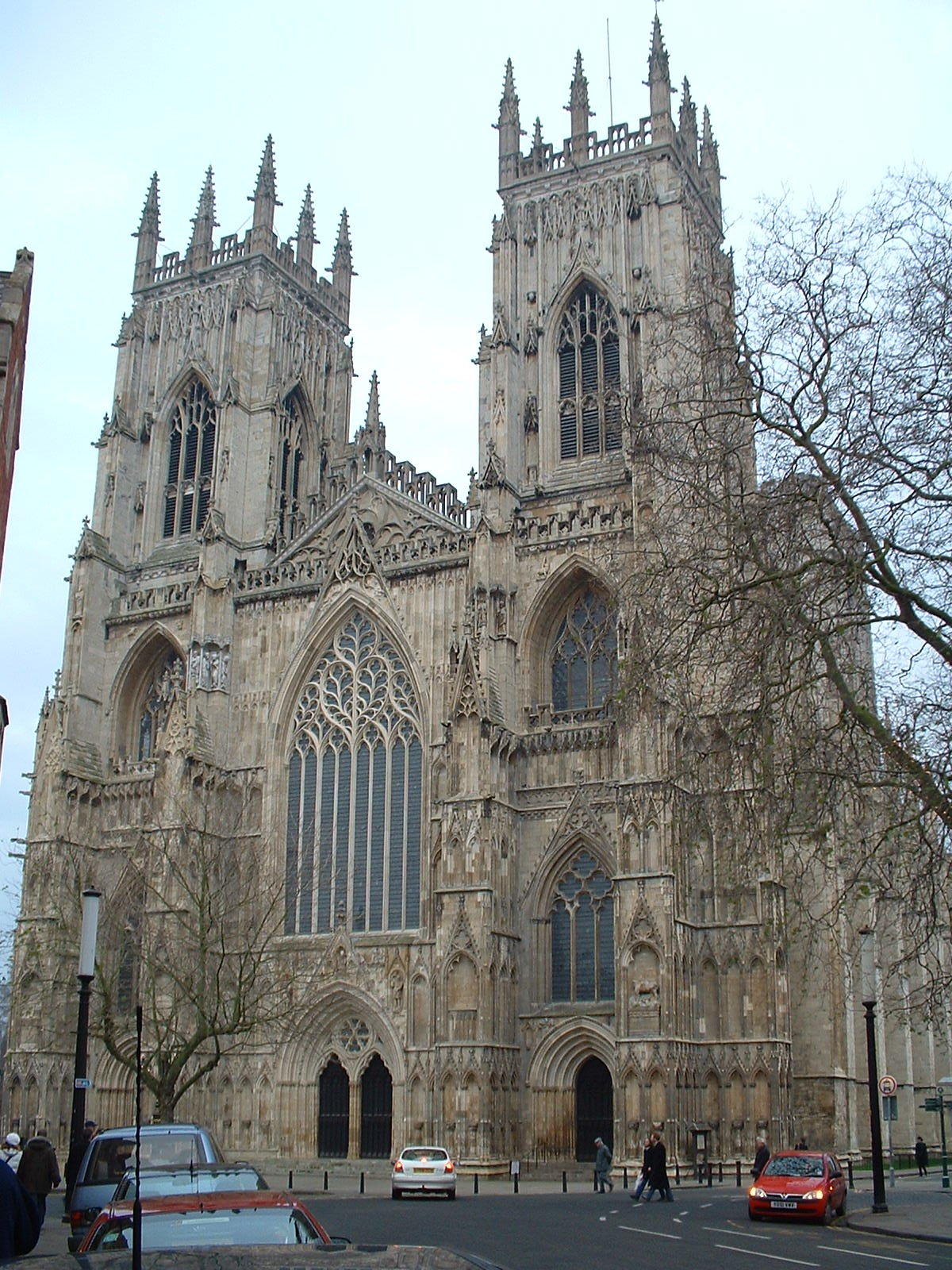
York Minster

In den Wochen vor der Schlacht bei Hastings 1066 wurde König Harald II. durch andere Vorgänge in Yorkshire abgelenkt. Sein Bruder Tostig Godwinson und Harald III., der König von Norwegen, planten nach der gewonnenen Schlacht bei Fulford eine Machtübernahme im Norden Englands. Der englische König marschierte mit seiner Armee nach Norden, wo sie in der Schlacht von Stamford Bridge auf das Heer von Tostig und Harald III. traf. Dabei wurde das norwegische Heer entscheidend geschlagen und seine beiden Heeresführer getötet. Harald II. musste seine Armee jedoch sofort wieder nach Süden verlegen, wo Wilhelm der Eroberer an Land ging. Der König wurde von Wilhelm bei Hastings geschlagen und dadurch England von den Normannen erobert.
Die Landbevölkerung Nordenglands rebellierte im September 1069 gegen ihre Unterdrückung durch die Normannen. Als sie versuchte, die Kontrolle über York an sich zu reißen, ließen die Normannen die Stadt niederbrennen. Was folgte, war ein Rachefeldzug Wilhelms gegen die Bevölkerung, der als Harrying of the North in die Geschichte einging. Dabei wurde den Einwohnern durch das Verwüsten von Feldern und Dörfern jegliche Lebensgrundlage genommen, sodass weite Landstriche in Yorkshire entvölkert wurden. Jeglicher Widerstand, der den Normannen dabei begegnete, wurde konsequent niedergeschlagen. Viele derer, die den Überfall überlebten, verhungerten im Laufe des folgenden Winters. Der Chronist Ordericus Vitalis schätzte allein die Anzahl der an Unterversorgung verstorbenen Menschen auf über 100.000.

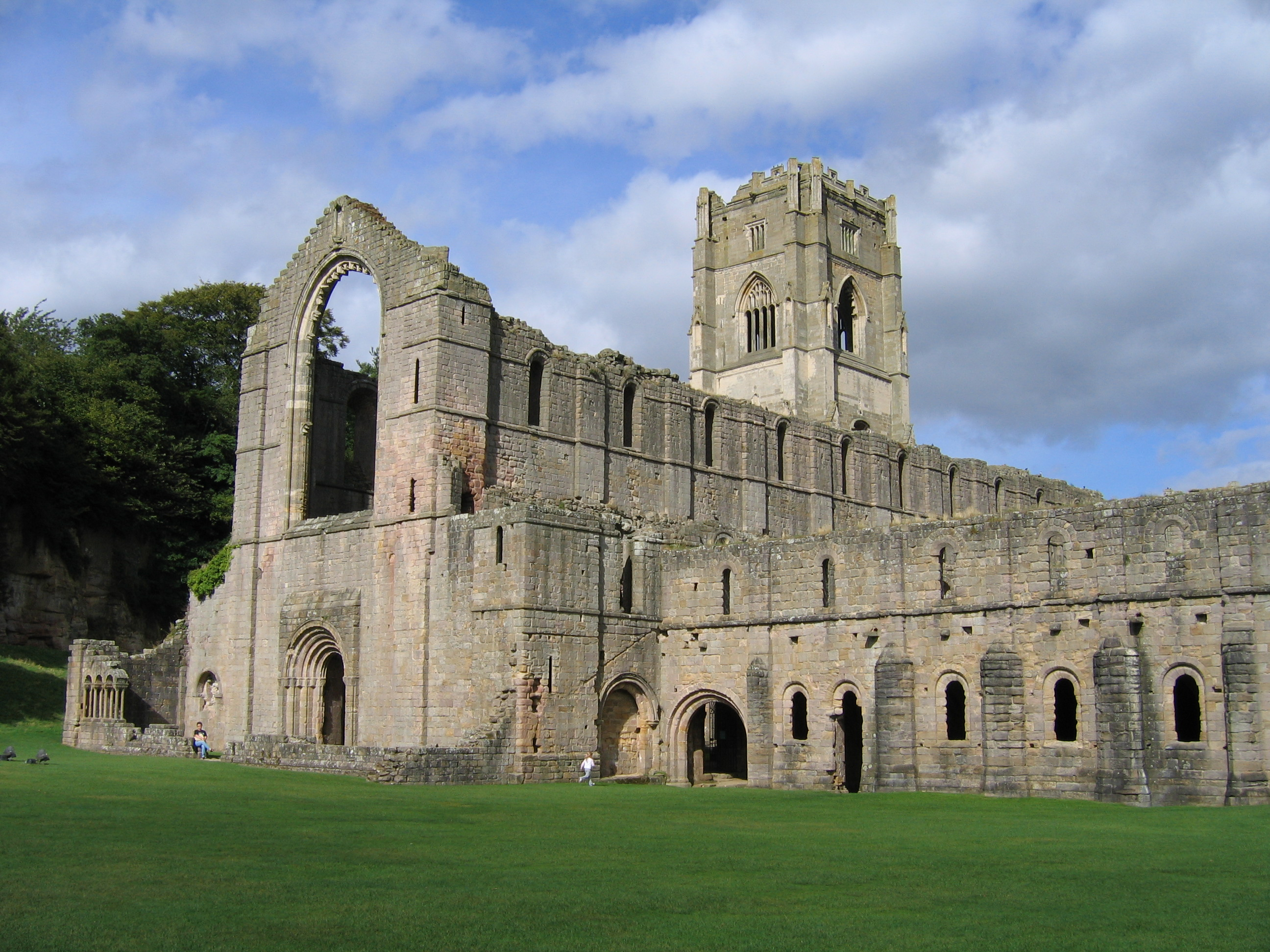
Fountains Abbey

Im Zeitalter der Normannen erfolgte die Gründung vieler Klöster sowie heute bedeutender Städte wie Barnsley, Doncaster, Hull, Leeds, Scarborough, Sheffield und anderen. Lediglich Bridlington, Pocklington und vor allem York weisen eine antike Vorgeschichte auf.
Am 22. August 1138 war Yorkshire nahe Northallerton der Schauplatz der Standartenschlacht, einem Thronfolgekrieg um den englischen Thron zwischen dem schottischen und englischen Heer.
Die Bevölkerung wuchs stetig, bis sie in den Jahren von 1315 bis 1322 von einer großen Hungersnot heimgesucht wurde. Um 1349 wurde Yorkshire schließlich vom Schwarzen Tod heimgesucht, der etwa ein Drittel der damaligen Bevölkerung dahinraffte.

### Rosenkriege

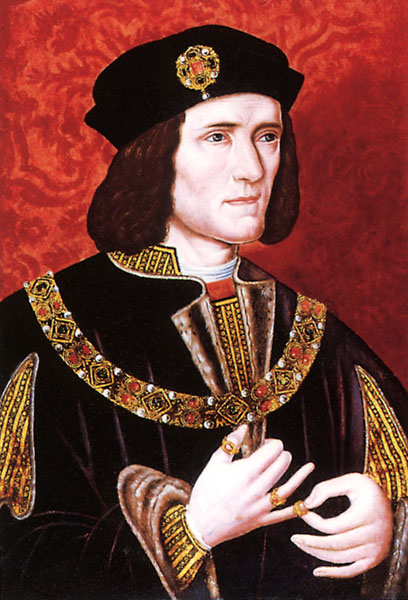
König Richard III.

Nach dem Sturz von Richard II. im Jahre 1399 begann sich zwischen den Adelshäusern York und Lancaster, Zweige des Hauses Plantagenet, eine Rivalität zu entwickeln. Die Häuser kämpften bald in einer Reihe kriegerischer Auseinandersetzungen um den englischen Königsthron. Manche dieser Rosenkriege wie die Schlachten von Wakefield und Towton fanden in Yorkshire statt, Letztere wird als die blutigste auf englischem Boden bezeichnet. Richard III. war der letzte König des Hauses York.
Heinrich VII. aus dem Haus Tudor in der Nachfolge des Hauses Lancaster tötete Richard bei der Schlacht von Bosworth und wurde so König von England. Er heiratete Elizabeth of York, Tochter des Yorkisten Eduard IV. und beendete so die Kriegesserie. Die weiße Rose des Hauses York wurde sogleich mit der roten Rose von Lancaster zur Tudor-Rose vereinigt. Die alte Rivalität zwischen den früheren Adelshäusern hat sich bis heute vor allem bei Sportereignissen zwischen Yorkshire und Lancashire erhalten. Die prestigeträchtigsten Duelle stellen dabei das Roses Match zwischen den Cricket-Mannschaften der beiden Grafschaften sowie das Roses Tournament zwischen den Universitäten von York und Lancaster dar.

### Bürgerkrieg und Textilindustrie
Die Entwicklung der Wollindustrie konzentrierte sich auf das West Riding, wo viele angehende Unternehmer an Flüssen ihre durch Wasserkraft angetriebenen Mühlen errichtet hatten. Vor allem die Städte Wakefield und Halifax prosperierten in der Blütephase dieser Industrie enorm.

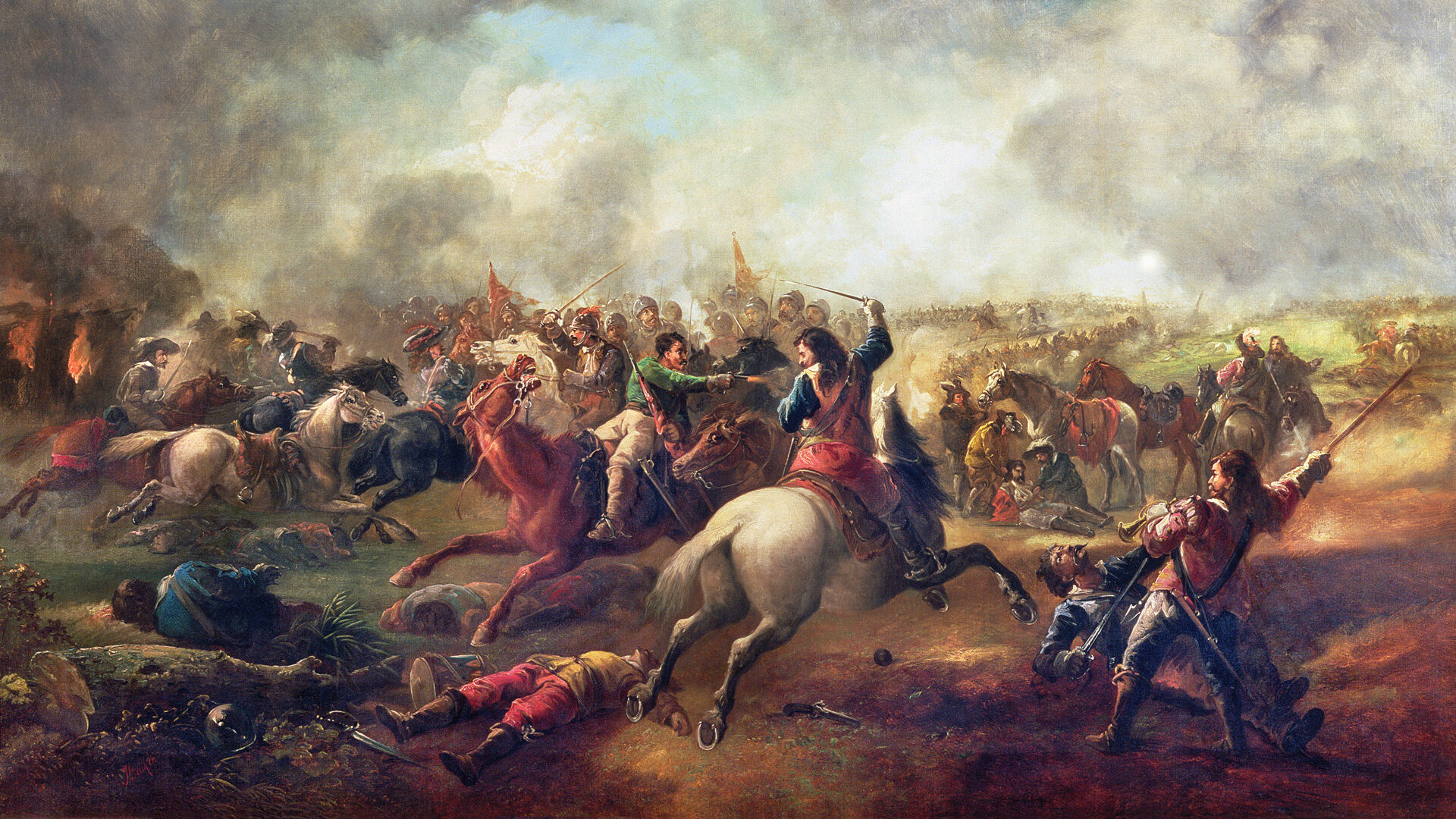
Schlacht von Marston Moor von 1644

Die Reformation setzte unter König Heinrich VIII. in Yorkshire ein. Die damit verbundene Auflösung der englischen Klöster im Jahre 1536 führte zur sogenannten Pilgrimage of Grace. Katholiken, die weiterhin ihren Glauben praktizierten, wurden gefangen genommen und unter der Regentschaft von Königin Elisabeth I. hingerichtet.
Während des Englischen Bürgerkrieges, der 1642 zwischen dem König und dem Parlament entflammte, teilte sich Yorkshire in verschiedene Lager. Dem König wurde kurz vor Ausbruch des Krieges der Einlass in die Stadt Hull verwehrt, während sich das North Riding teilweise sehr loyal zu ihm zeigte. Die Hochburg der Royalisten war York; von dort aus eroberten sie die Städte Leeds und Wakefield. Mit der gewonnenen Schlacht von Adwalton Moor übernahmen sie mit Ausnahme von Hull die Kontrolle über ganz Yorkshire. Das Heer der Parlamentarier konnte das Land jedoch schon bald wieder Stück für Stück zurückerobern und errang in der Schlacht von Marston Moor den entscheidenden Sieg über die königlichen Truppen. Den Royalisten ging damit die Kontrolle über ganz Nordengland verloren.
Im 16. und 17. Jahrhundert konnten sich die Wollezentren Yorkshires weiterentwickeln, während allmählich die Kohleförderung im West Riding begann. Der Ausbau von Straßen und Kanälen wurde im 18. Jahrhundert intensiviert. Im 19. Jahrhundert entwickelten sich die Orte Harrogate und Scarborough aufgrund der dem Mineralwasser zugeschriebenen heilenden Wirkung zu bekannten Bädern in England.

### Modernes Yorkshire

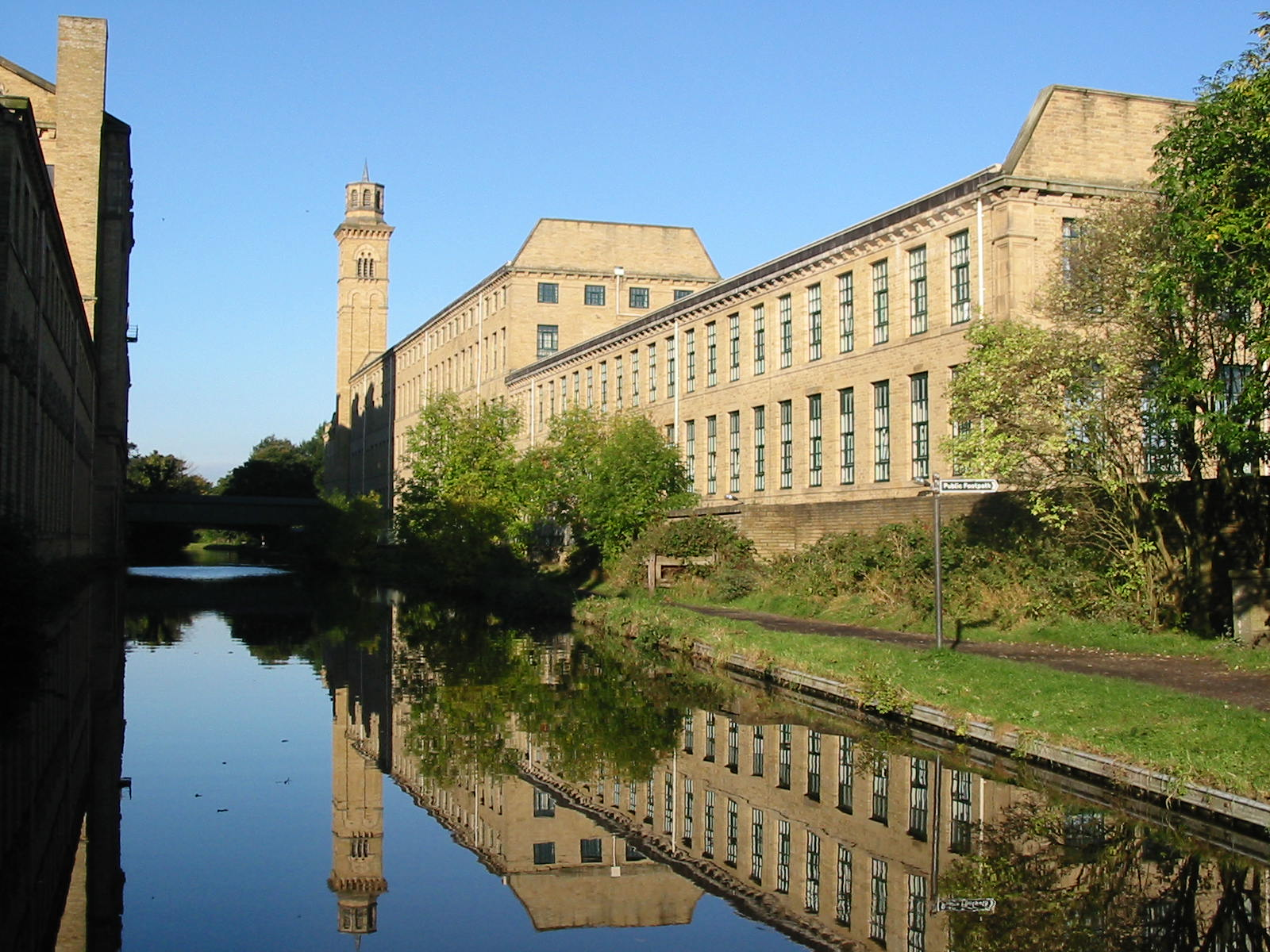
Salts Mill in Saltaire, Bradford, Weltkulturerbe der UNESCO

Das 19. Jahrhundert umfasste eine industrielle Revolution, insbesondere in den Bereichen Kohle, Textilien und Stahl (Letzteres speziell in Sheffield). Durch die rasante Bevölkerungsentwicklung waren Krankheiten wie Cholera (insbesondere 1832 und 1848) die Folge. Verbesserungen der Hygiene konnten jedoch schon zum Ende des Jahrhunderts durch das Einrichten einer Kanalisation sowie einer Wasserversorgung mit Leitungswasser erreicht werden. Die Installierung eines Eisenbahnnetzes erleichterte gleichzeitig die Mobilität auch in zuvor abgelegene Gebiete Yorkshires. 1889 wurden für die drei Ridings Grafschaftsräte eingeführt, große Städte mit der großen Mehrheit der Bevölkerung wurden dabei aber über sogenannte County Boroughs unabhängig verwaltet.
Während des Zweiten Weltkrieges spielte Yorkshire mit seinen zahlreichen Stützpunkten des RAF Bomber Command eine wichtige Rolle. In den 1970ern wurde Yorkshire wie auch das ganze Vereinigte Königreich umfangreichen Verwaltungsreformen unterzogen. Durch den umstrittenen Local Government Act 1972 verlor Yorkshire 1974 seine administrative Funktion. Die daraufhin errichtete Grafschaft Humberside im Südosten wurde 1996 jedoch schon wieder aufgelöst und stattdessen die neue Unitary Authority East Riding of Yorkshire gebildet. Gleichzeitig wurde die Region Yorkshire and the Humber gegründet, deren Grenzen sich grob mit jenen des historischen Yorkshire decken.

## Verwaltung

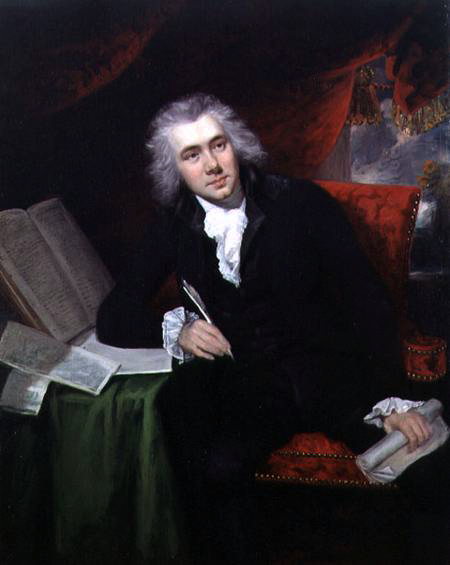
William Wilberforce, Anführer im Kampf gegen den Sklavenhandel und Abgeordneter des britischen Parlaments von 1784 bis 1812.

Seit 1290 wurde Yorkshire durch zwei Abgeordnete im House of Commons repräsentiert. Nach der Vereinigung mit Schottland 1707 wurde Yorkshire bis 1800 durch zwei Delegierte im britischen Parlament und von 1801 bis 1832 im Parlament des Vereinigten Königreiches vertreten. 1821 kamen durch die Auflösung des Wahlkreises von Grampound zwei weitere Abgeordnete hinzu. Wie auch in anderen Grafschaften existierten in Yorkshire mehrere County Boroughs. Der älteste davon war City of York, der bereits 1265 gegründet wurde. Durch den Reform Act 1832 wurde die Repräsentation Yorkshires auf die Ridings der Grafschaft übertragen. Seitdem sandte jedes Riding seinen eigenen Delegierten ins Parlament.
Seit der Parlamentswahl 1865 wurde zu Wahlzwecken das West Riding of Yorkshire in ein nördliches, östliches und südliches West Riding aufgeteilt. Dieser Modus wurde bis 1885 beibehalten, als die Sitzverteilung im Parlament grundlegend neu geordnet wurde. Die Neuordnung sah eine bessere Ausübung der Legislative sowie die Gründung von 26 neuen Wahlkreisen vor. Zusätzlich wurden 1888 zur Verwaltung der acht in Yorkshire bestehenden County Boroughs kleinere Reformen angefügt.
Im Jahre 1918 und nochmals in den 1950ern wurde das Wahlsystem reformiert. Die umfangreichste und höchst kontrovers diskutierte Reform in der Verwaltungsgeschichte Yorkshires war der Local Government Act 1972, der 1974 in Kraft trat. Durch ihn verloren alle drei Ridings (wie auch Yorkshire selbst) ihre administrative Funktion und ihre Räte wurden aufgelöst. An ihrer Stelle wurden neue metropolitan bzw. non metropolitan counties mit komplett veränderten Grenzverläufen eingeführt.
Obwohl viele Regierungsmitglieder und Prinz Charles versicherten, die Reform werde nicht die Bedeutung der historischen Grenzen oder der traditionsreichen Kultur Yorkshires schmälern, beharren Interessensgruppen wie die Yorkshire Ridings Society auf eine größere Anerkennung der historischen Grafschaft. 1996 wurde die administrative Bedeutung des East Riding of Yorkshire als zeremonielle Grafschaft sowie als Unitary Authority (mit Hull als unabhängige UA) wiederhergestellt und die vormalige, seit 1974 bestehende Grafschaft Humberside aufgelöst. Gleichzeitig wurde die Region Yorkshire and the Humber gegründet, deren Grenzen sich grob mit jenen des historischen Yorkshire decken.

## Politik

### North Yorkshire Council
- Labour: 10
- Greens: 4
- LibDem: 13
- Liberal: 1
- Cons.: 44
- Reform: 1
- Unabh.: 16
- Sonst.: 1

Sonstige = Social Justice Party (linksgerichtet)

Die Con ist eine Zusammenarbeit mit 3 der 16 Unabhängigen Kandidaten eingegangen. Sie verfügen also über eine knappe Mehrheit bei 47 der 90 Sitzen.

## Kultur und Sehenswürdigkeiten

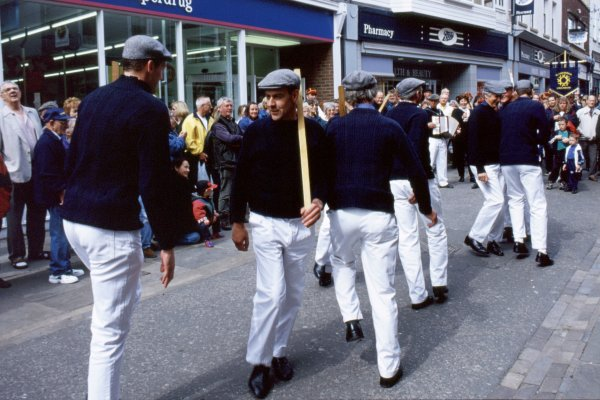
Long Sword Dance

Der Long Sword Dance ist ein traditioneller Volkstanz in Yorkshire. Die Grafschaft besitzt mit dem Yorkshire-Dialekt auch ihre eigene Sprache sowie eine inoffizielle Hymne mit dem Titel On Ilkla Moor Baht 'at (=„On Ilkley Moor without a hat“). Die in Yorkshire gesprochene Mundart wird „Tyke“ genannt, genauso wie auch die Bewohner der Grafschaft. Mundartlich wird noch zwischen Du („thou“) und Sie („you“) unterschieden. Spuren des Wikinger-Erbes lassen sich noch im Dialekt feststellen.
Aus Yorkshire stammen die Arctic Monkeys (Sheffield), Bring Me the Horizon (Sheffield), ABC (Sheffield), Heaven 17 (Sheffield), Moloko (Sheffield), Joe Cocker (Sheffield), Pulp (Sheffield), Bloc Party und Kaiser Chiefs (Leeds), Chumbawamba (Leeds) sowie die Sängerin Corinne Bailey Rae (Leeds) und das 80er-Jahre-Duo Soft Cell (Leeds). Die Housemartins wurden in Kingston-upon-Hull gegründet (und nannten ihr Debütalbum „London: 0, Hull: 4“). Auch die Folksängerin Kate Rusby kommt aus Yorkshire.
In literarischer Hinsicht sind die aus Haworth, West Yorkshire stammenden Geschwister Brontë (Charlotte, Anne & Emily) hervorzuheben, deren Romane, zum Beispiel „Jane Eyre“ (von Charlotte – 1847) oder „Agnes Grey“ (von Anne – 1847), zumindest im englischen Sprachraum Klassikerstatus haben. Jüngere Schriftsteller von Bedeutung sind A.S. Byatt aus Sheffield und Alan Bennett aus Leeds.
Der Yorkshire Terrier wurde bereits Ende des 19. Jahrhunderts in der Grafschaft Yorkshire gezüchtet, deren Namen er trägt. Er stammt aus den ärmsten Vierteln der nordenglischen Industriestädte des 19. Jahrhunderts. Die Aufgabe des Yorkshire Terriers war die Jagd auf Ratten und Mäuse in den Städten, er wurde aber auch zur – illegalen – Jagd auf Kaninchen eingesetzt.
- Rudston
- Twelve Apostles (Burley Moor)
- Felsritzungen im Ilkley Moor

### Sport
Yorkshire besitzt eine lange Tradition in Sportarten wie Fußball, Rugby League, Cricket, Squash und Pferderennen.
Der Cricketverein der Grafschaft, der Yorkshire County Cricket Club, ist einer der 18 englischen First-Class Counties. Mit 33 Titeln ist der Verein Rekordmeister in der County Championship. Das allgemein als ältestes Pferderennen Englands anerkannte Kiplingcotes Derby nahe Market Weighton fand 1519 zum ersten Mal statt. In Yorkshire werden derzeit neun regelmäßige Pferderennen ausgetragen.

Logo des FC Middlesbrough

Yorkshire wird von der FIFA offiziell als Geburtsstätte des Fußballs anerkannt. Dem 1857 gegründeten FC Sheffield wird dabei bescheinigt, der älteste Fußballverein der Welt zu sein. Weil der Verein auf seinen Status als Amateurverein Wert legte, wurde er schon zum Ende des 19. Jahrhunderts von den anderen Vereinen überholt und spielt heute in der Northern Premier League Division One South, der vierthöchsten Amateurliga Englands, gleichbedeutend mit der 8. Leistungsstufe des englischen Ligasystems. Die erfolgreichsten Fußballvereine Yorkshires sind Leeds United (seit 2021 Premier League), der FC Barnsley, Hull City, der FC Middlesbrough und Sheffield United, die derzeit (August 2021) alle in der zweithöchsten Spielklasse Football League Championship vertreten sind. Der FC Middlesbrough erlangte vor allem durch das Erreichen des Finales des UEFA-Pokals 2005/06 internationale Bekanntheit. Herausragende Fußballer aus Yorkshire waren der Torhüter und Gewinner der WM 1966, Gordon Banks sowie der zweimalige Europäische Fußballer des Jahres Kevin Keegan, der 1978 und 1979 während seiner Zeit beim Hamburger SV diese Auszeichnung erhielt. Bekannte Funktionäre aus Yorkshire waren Herbert Chapman, Brian Clough, Bill Nicholson, George Raynor und Don Revie.

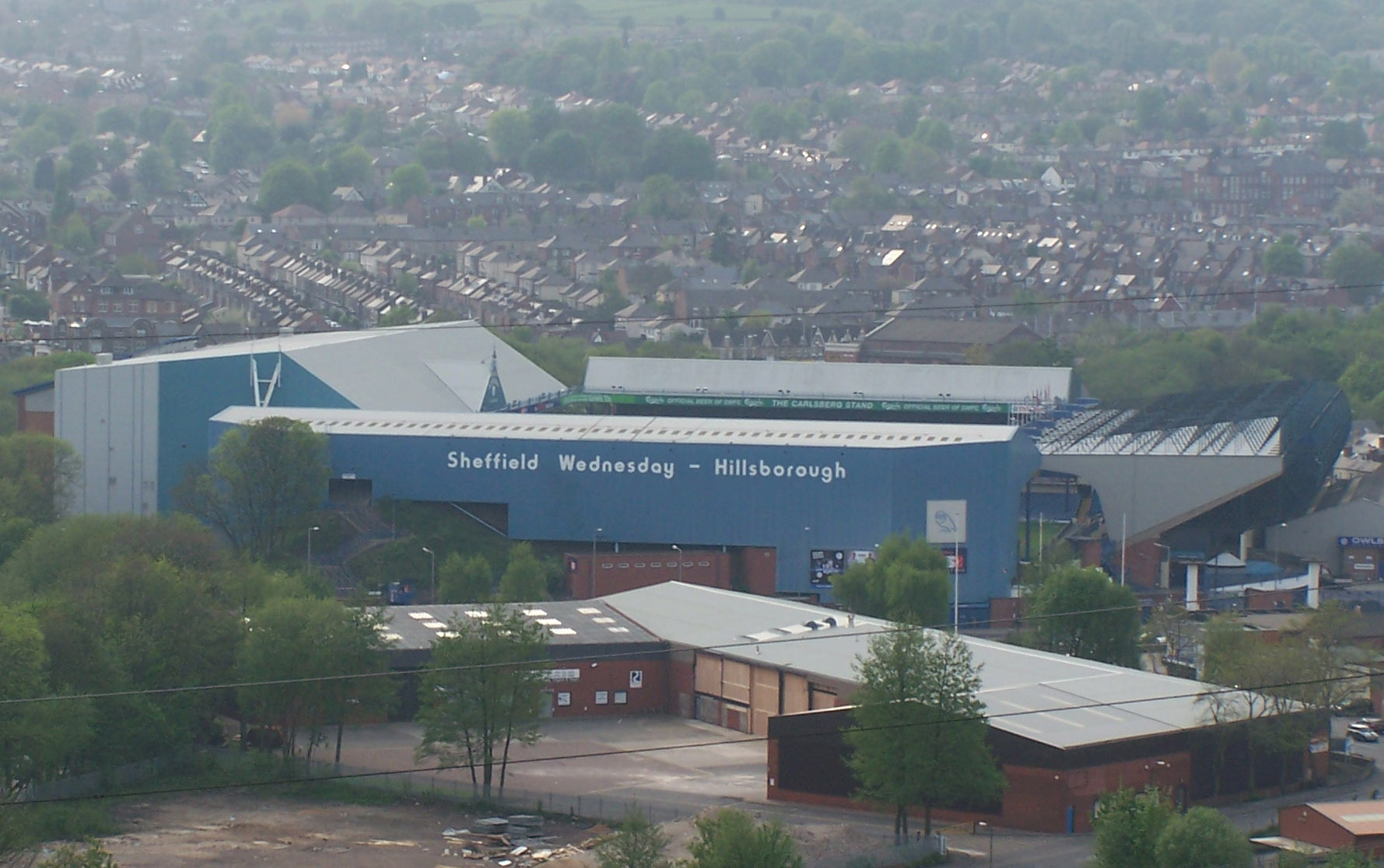
Hillsborough Stadium

Das größte Stadion Yorkshires ist das Hillsborough-Stadion in Sheffield mit einer gegenwärtigen Kapazität von 39.814 Plätzen. Es war am 15. April 1989 der Schauplatz der Hillsborough-Katastrophe, als 96 Fans des FC Liverpool während eines Halbfinalspiels des FA Cup zu Tode gedrückt wurden.
1895 wurde die Sportart Rugby League sowie der nordenglische Rugbyverband Rugby Football League (damals unter dem Namen Northern Rugby Football Union) in einem Hotel in Huddersfield gegründet. Die Gründung erfolgte nach dem Austritt von 20 Vereinen aus der Rugby Football Union, die sich weigerte eine bezahlte Profiliga einzuführen. Die einzige Profiliga der nördlichen Hemisphäre für Rugby League ist heute die Super League mit 14 Mannschaften. Ihr gehören aus Yorkshire die Huddersfield Giants, der Hull FC, die Bradford Bulls, die Hull Kingston Rovers, die Wakefield Trinity Wildcats, die Castleford Tigers sowie die Leeds Rhinos an.
Seit 1977 findet jährlich von Mitte April bis Anfang Mai im Crucible Theatre in Sheffield die Snooker-Weltmeisterschaft statt.

### Kulinarische Spezialitäten

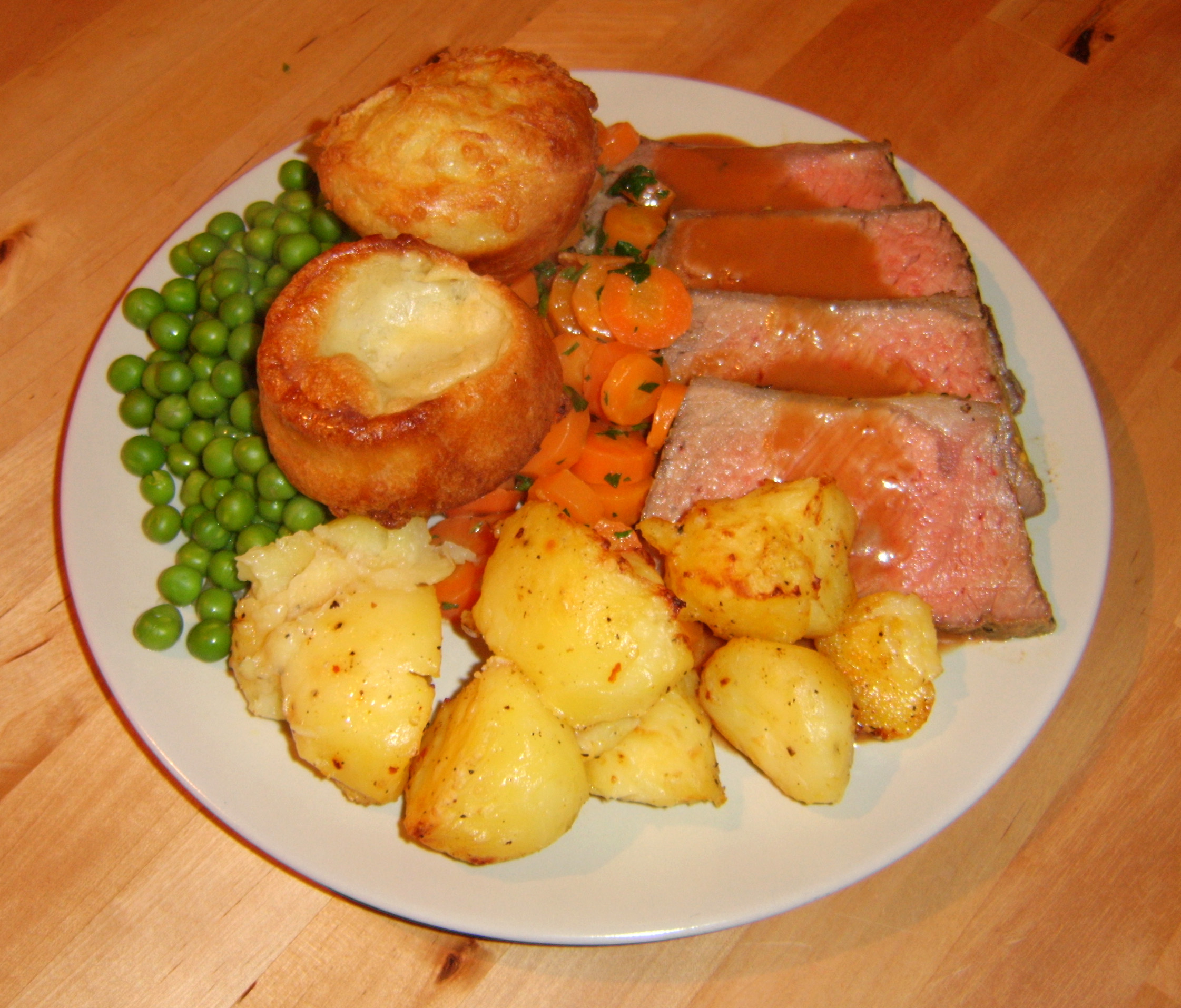
Yorkshire-Pudding (links oben) als Teil eines Sunday roast

Die traditionelle Küche Yorkshires entspricht weitgehend den Essgewohnheiten der Landbevölkerung Nordenglands. Verbreitet sind reichhaltige und auch süße Gerichte. Mehrere Gerichte stehen in enger Verbindung mit der Grafschaft Yorkshire, davon ist Yorkshire-Pudding mit Abstand die bekannteste. Gewöhnlich wird er zusammen mit Roastbeef und Gemüse als traditionelles Sunday roast serviert.
Weitere Spezialitäten sind eine Tarte aus Quark in Rosenwasser, sogenannter Parkin, ein spezieller Lebkuchen bestehend aus Haferflocken und Sirup sowie ein oft bei Süßspeisen verwendeter Hartkäse namens Wensleydale. Ginger Beer stammt ebenfalls aus Yorkshire und entstand im 18. Jahrhundert. Yorkshire und seine historische Hauptstadt York spielten in der Süßwarenindustrie durch Firmen wie Rowntree’s, Terry’s und Thorntons eine wichtige Rolle, stellten sie doch viele der populärsten Süßwaren Englands her. Eine weitere traditionsreiche Süßware sind sogenannte pikelets, die etwas flacher als die klassischen englischen Crumpets sind. Das Rhubarb Triangle ist ein 23 km² großes Anbaugebiet für Yorkshire Forced Rhubarb in West Yorkshire zwischen Wakefield, Morley und Rothwell.
Yorkshire besitzt eine große Anzahl an Brauereien, die sich meist auf die Herstellung von Pale Ale, sogenanntem Bitter Beer spezialisiert haben. Die Braugeschichte geht mindestens bis auf das 12. Jahrhundert zurück, als schon die Mönche der Fountains Abbey mit dem Brauen von Bier begannen. Dabei wurden alle zehn Tage bis zu 60 Barrel Ale produziert, was etwa 9820 Litern entsprach. Die meisten Brauereien wurden während der Industriellen Revolution im späten 18. und frühen 19. Jahrhundert gegründet.

## Wirtschaft und Infrastruktur

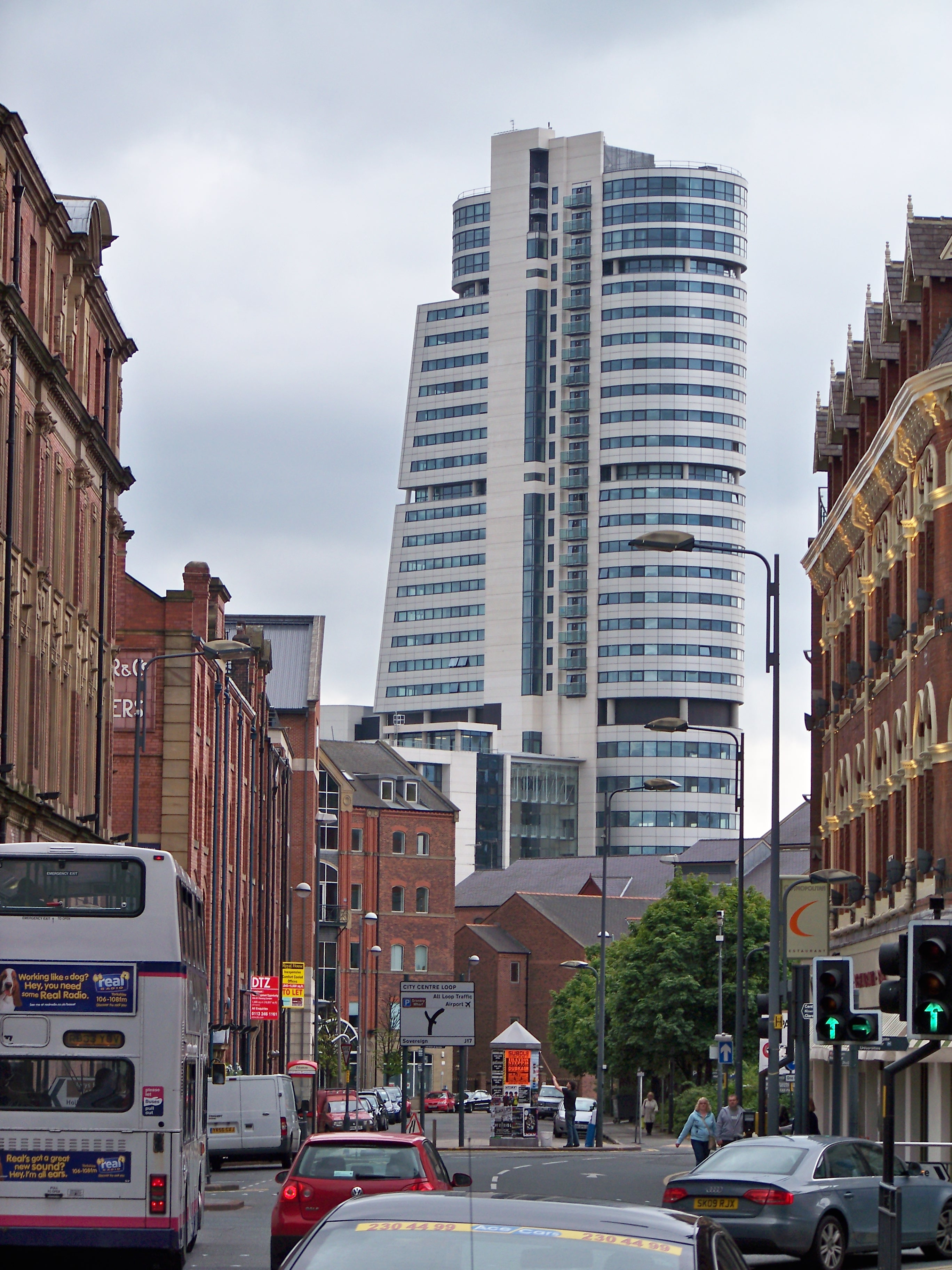
Bridgewater Place in Leeds

Yorkshire ist in der Wirtschaft vielfältig geprägt. Die größte Stadt Leeds ist Yorkshires Zentrum von Handel und Industrie und gehört zugleich zu den größten Finanzplätzen des Vereinigten Königreichs. Spielten in Leeds und Umgebung in der Vergangenheit die Kohle- und Textilindustrie noch eine elementare Rolle, so nimmt der Dienstleistungssektor heute immer mehr Raum ein. Sheffield ist traditionell von der Schwerindustrie (Stahl und Kohle) geprägt. Später wurden aber auch hier die produzierenden Industrien vom Einzelhandel und dem Tertiärsektor verdrängt. Das Meadowhall ist das fünftgrößte Einkaufszentrum Großbritanniens. Bradford, Halifax, Keighley und Huddersfield sind traditionelle Orte der Weiterverarbeitung von Wolle, deren Wirtschaftskraft ging jedoch mehr und mehr zurück. Der Hafen von Kingston upon Hull ist der größte Yorkshires, die Bedeutung der Fischerei ging in den letzten Jahren jedoch deutlich zurück. Er konzentriert sich daher heute auf die internationale Warenlogistik. Viele ländliche Regionen sind auch heute noch von der Landwirtschaft abhängig, jedoch tragen heute auch touristische Angebote zum Umsatz bei. Bekannte in Yorkshire ansässige Unternehmen sind Morrisons (Bradford), Jet2.com (Leeds), Little Chef (Sheffield) und McCain Foods (Scarborough).

### Verkehr

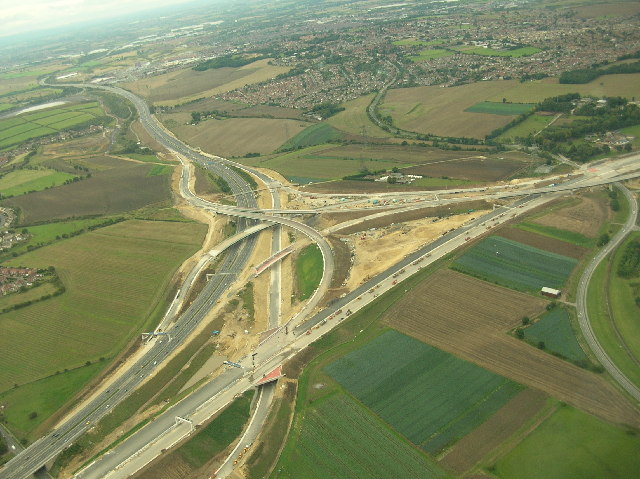
Autobahnkreuz von A1(M) und M62 bei Ferrybridge, West Yorkshire (im Bau, 2005)

#### Straßenverkehr
Die bekannteste Fernstraße Yorkshires ist die A1, Nachfolger der historischen Great North Road, die auf dem Weg von London nach Edinburgh zentral durch die Grafschaft verläuft. Eine zweite wichtige Fernstraße ist die A19, die parallel östlich von der A1 von Doncaster nach Newcastle upon Tyne in North East England führt. In Ost-West-Richtung führt der Motorway M62 durch Yorkshire. Er beginnt in Liverpool, quert bei Huddersfield die Grenze zwischen Lancashire und Yorkshire und endet etwa 25 km vor Kingston upon Hull im East Riding. Der Motorway M1 führt von Südengland nach Leeds. 1999 wurde eine 13 km lange Verlängerung der Autobahn um Leeds herum mit Anschluss an die A1 in Richtung Norden eröffnet.

#### Schienenverkehr
Die East Coast Main Line ist eine Fernverkehrsstrecke im Eisenbahnverkehr, die weitgehend parallel zur A1 durch Yorkshire verläuft. Die wichtigste Bahnstrecke von West nach Ost ist die North TransPennine, die von Liverpool über Leeds nach Hull führt.
Vor der Ära der Eisenbahn spielten die Häfen von Hull und Whitby eine wichtige Rolle im internationalen Warenhandel. Dabei wurden auch historische Kanäle wie der Leeds and Liverpool Canal genutzt.

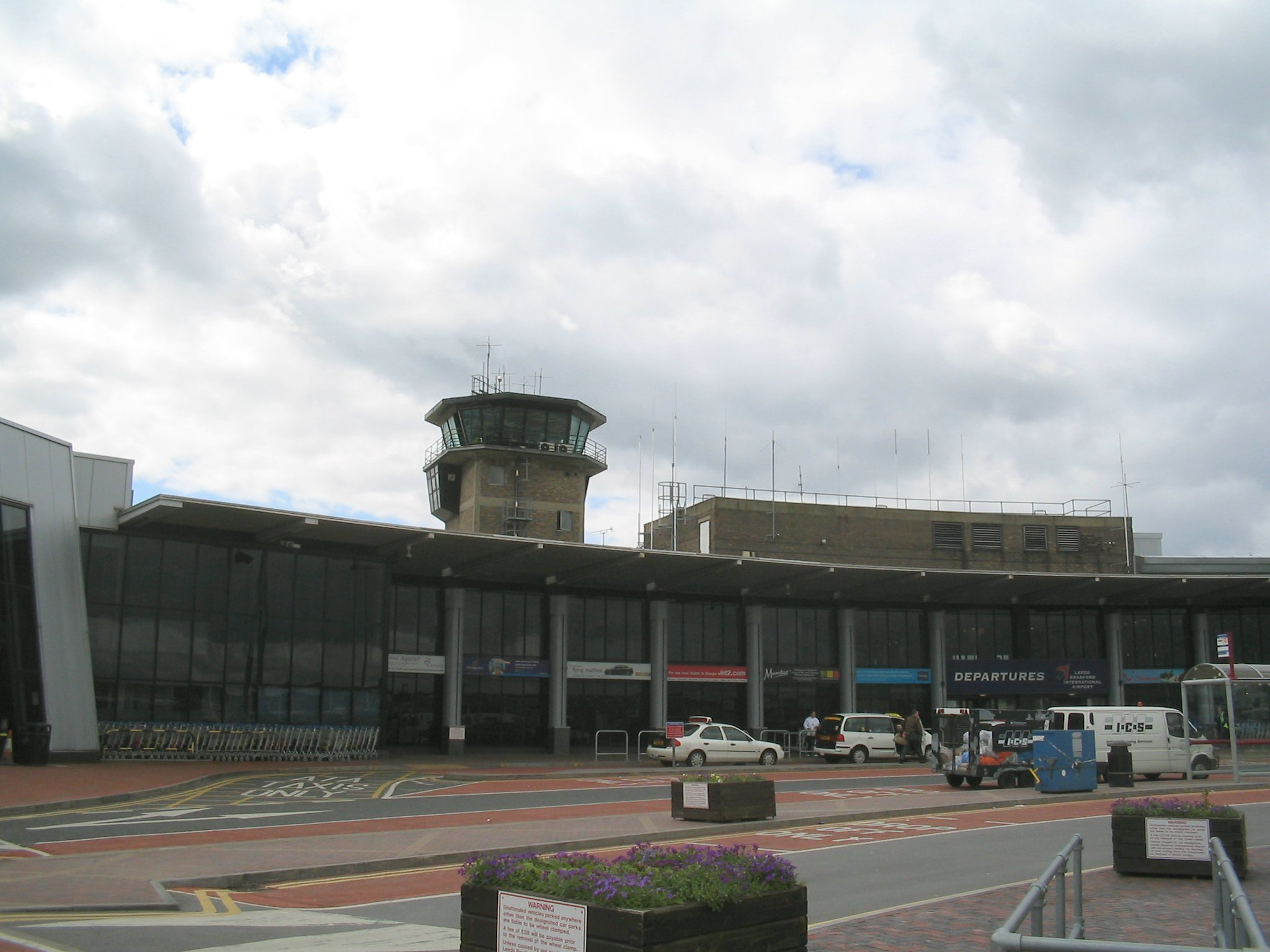
Flughafen Leeds/Bradford – Yorkshires größter Flughafen

#### Luftverkehr
Der größte Flughafen Yorkshires nach Passagierzahlen ist der Flughafen Leeds/Bradford, der auf Rang 17 der größten Flughäfen des Vereinigten Königreiches steht. Ein zweiter Linienflughafen ist der Flughafen Doncaster/Sheffield, der im Jahr 2005 neu eröffnet wurde. Ab 1997 existierte bereits der Sheffield City Airport, dessen Betrieb jedoch aufgrund der Konkurrenzsituation mit Leeds/Bradford, der damit verbundenen geringen Auslastung und den guten Bahnverbindungen nach London teilweise sehr umstritten war. 2008 wurde er schließlich wegen Redundanz geschlossen.

### Tourismus
Schwerpunkte des Fremdenverkehrs existieren vor allem in North Yorkshire, und hier speziell in York, Harrogate, Scarborough und den beiden Nationalparks North York Moors und Yorkshire Dales.